# Simon Schobel
Simon Schobel (* 22. Februar 1950 in Petrești, Rumänien) ist ein ehemaliger rumänisch-deutscher Handballspieler und -trainer aus der deutschsprachigen Minderheit der Siebenbürger Sachsen. Er war Bundestrainer der deutschen Handballnationalmannschaft der Männer.

## Karriere als Spieler
Die Spielerkarriere von Simon Schobel, der zunächst Leichtathletik betrieb, begann mit 17 Jahren an einer Sportschule in Siebenbürgen. Ein Jahr später spielte er in der rumänischen Juniorennationalmannschaft. Mit 19 bestritt er sein erstes A-Länderspiel in der rumänischen Nationalmannschaft. 1969 nahm er ein Sportstudium auf und spielte fortan für die Handballmannschaft von Universitatea Cluj.
Bei den Olympischen Spielen 1972 in München gewann er mit seiner Mannschaft die Bronze-Medaille. Er erzielte dabei zwei Tore in sechs Spielen. Insgesamt bestritt er 22 Länderspiele, in denen er acht Tore erzielte. 1972 blieb er nach einem Deutschlandgastspiel seines Vereins in Deutschland. Beim damaligen Regionalligisten TuS Hofweier bekam er einen Vertrag als Spielertrainer, er setzte in Mainz sein Sportstudium fort. Mit der Mannschaft stieg er in die Bundesliga auf. Mit der bundesdeutschen Nationalmannschaft fuhr er zu den Olympischen Sommerspielen 1976, musste diese aufgrund einer Verletzung aber als Zuschauer verfolgen.

## Karriere als Trainer
1979 wurde der TuS Hofweier mit Simon Schobel als Spielertrainer deutscher Vizemeister. Überraschend wurde er am 21. April 1982 als Nachfolger von Vlado Stenzel mit 32 Jahren zum jüngsten Bundestrainer in der Geschichte des Deutschen Handballbundes berufen. Zu diesem Zeitpunkt war ebenfalls als Studienleiter an der Sportschule Steinbach sowie beim Südbadischen Handballverband als Landestrainer tätig. In seiner Zeit als Bundestrainer holte die deutsche Handballnationalmannschaft bei den Olympischen Spielen 1984 in Los Angeles die Silbermedaille. Im gleichen Jahr wurde Schobel zum „Trainer des Jahres“ gewählt. Sein damaliger Co-Trainer war Heiner Brand. 1985 veröffentlichte Schobel das Handball-Lehrbuch Methodische Grundlagen der Trainingsgestaltung.
Nachdem sich die deutsche Mannschaft 1987 nicht für die Olympischen Spiele 1988 in Seoul qualifizieren konnte und bereits 1986 in die B-Klasse bei Weltmeisterschaften abgestiegen war, wurde der Vertrag mit Schobel nicht verlängert.
Unter Schobel spielte die deutsche Handballnationalmannschaft 129 Länderspiele, von denen 68 Spiele gewonnen und 43 verloren wurden. 18 Spiele endeten unentschieden. Sein Nachfolger wurde Petre Ivănescu.

## Nach dem Handball
Nach seinem Abschied als Nationaltrainer im Jahr 1987 wurde Schobel kaufmännisch tätig, er handelte mit Möbeln. Angebote, bei Bundesligisten als Trainer tätig zu werden, schlug er aus. Später zog er nach Rumänien zurück und ließ sich in der Nähe von Hermannstadt nieder.